# Camborne (Nouvelle-Zélande)
Pour la ville d'Angleterre, voir Camborne.
La ville de Camborne est une une localité  côtière de l'Île du Nord de la Nouvelle-Zélande.

## Situation
C’est une banlieue de Porirua située sur une colline et en bord de mer.

## Histoire
La ville s'est développée sur une période de 35 ans à partir des années 1960, initialement guidée par une compagnie d'investissement dirigée par Arthur Cornish.

## Toponymie
Elle fut dénommée d'après la ville de Camborne en Angleterre et la plupart des noms de rues sont d'origine de la Cornouailles, mais sa rue principale est Pope Street, dénommée d'après un certain William George Pope, qui fut honoré comme le plus ancien résident de la banlieue jointive de Plimmerton.

## Panorama de Camborne

Vue de la crique naturelle nommée ' et la mer au niveau de Camborne.
L'Île Mana est au centre et Plimmerton est à droite.

La majeure partie de la ville se trouve à quelques pas de la crique et de nombreuses maisons offrent une vue sur les collines voisines, la mer et l'île Mana.

## Économie
Camborne ne possède pas de magasins, mais se trouve à faible distance des centres commerciaux de Plimmerton et Mana, ainsi que des centres-villes de Porirua et Wellington.
Le centre de la cité de Porirua est a à peine 5 à 10 minutes en voiture vers le sud-ouest, et le centre de la cité de Wellington est à 25 minutes au-delà par la route nationale 1, ou par le train à partir des stations de gare de Mana (en) et de gare de Plimmerton (en).

## Population
Actuellement, environ 2 500 personnes résident dans le secteur de Mana-Camborne.